# Among Angels
Pour un article plus général, voir Discographie et vidéographie de Kate Bush.
50 Words for Snow
(6)
Among Angels est une chanson de l'artiste britannique Kate Bush issue de son album 50 Words for Snow. Elle est la dernière chanson de cet album sorti le 21 novembre 2011 sous son propre label, Fish People, et EMI[réf. souhaitée].

## Versions
Il n'existe qu'une unique version studio de cette chanson.
Une version live existe sur l'album Before The Dawn (Live).